# Brownlow Bertie, V duca di Ancaster e Kesteven
Brownlow Bertie, V duca di Ancaster e Kesteven (Chelsea, 1º maggio 1729 – Grimsthorpe, 8 febbraio 1809), è stato un nobile e militare britannico.

## Biografia
Figlio di Peregrine Bertie, II duca di Ancaster e Kesteven e di sua moglie Jane Brownlow, Brownlow era fratello minore di Peregrine Bertie, III duca di Ancaster e Kesteven nonché zio di Robert Bertie, IV duca di Ancaster e Kesteven e di Priscilla Bertie, XXI baronessa Willoughby de Eresby. Venne battezzato a Londra nella chiesa di St Giles in the Fields, nel quartiere di Holborn.
Bertie divenne deputato al parlamento inglese per la circoscrizione elettorale del Lincolnshire dal 1761 al 1779, divenendo Lord Luogotenente del Lincolnshire il 12 febbraio 1779, e venne investito del titolo di Privy Counsellor in quello stesso giorno. Alla morte di suo nipote l'8 luglio 1779, gli succedette come V e ultimo Duca di Ancaster e Kesteven, marchese di Lindsey e VIII conte di Lindsey.
Il ducato ed il marchesato si estinsero con la morte di Brownlow, mentre la contea passò ad un suo parente Albemarle Bertie. I funerali del duca ebbero luogo il 17 febbraio 1809 a Swinstead.

## Matrimonio e figli
Il duca di Ancaster si sposò due volte. La prima moglie, sposata l'11 novembre 1762 a Cork Street a Londra, fu Harriot Pitt (22 giugno 1745 – 23 aprile 1763). La seconda moglie, sposata il 2 gennaio 1769 a St James's, fu Mary Anne Layard (5 marzo 1733 – 13 gennaio 1804).
Il suo primo matrimonio non produsse eredi, mentre dalla seconda moglie ebbe una figlia:
- Mary Elizabeth Bertie (m. 10 febbraio 1797), sposò Thomas Charles Colyear, IV conte di Portmore (27 marzo 1772 – 18 gennaio 1835) il 26 maggio 1793; suo figlio Brownlow-Charles Colyear ereditò gran parte delle proprietà terriere del nonno duca ma morì nel 1819 prima di poter ereditare i titoli paterni.[1]

## Ascendenza
|                                                  |                                |                               | Genitori                          |  |  | Nonni |  |  | Bisnonni                            |  |  | Trisnonni                           |  |
|                                                  |                                |                               |                                   |  |  |       |  |  | Robert Bertie, III conte di Lindsey |  |  | Montagu Bertie, II conte di Lindsey |  |
|                                                  |                                |                               |                                   |  |  |       |  |  | Robert Bertie, III conte di Lindsey |  |  | Montagu Bertie, II conte di Lindsey |  |
|                                                  |                                | Martha Cokayne                |                                   |  |  |       |  |  | Robert Bertie, III conte di Lindsey |  |  |                                     |  |
| Robert Bertie, I duca di Ancaster e Kesteven     |                                |                               |                                   |  |  |       |  |  | Robert Bertie, III conte di Lindsey |  |  |                                     |  |
|                                                  |                                | Elizabeth Wharton             | Philip Wharton, IV barone Wharton |  |  |       |  |  |                                     |  |  |                                     |  |
|                                                  |                                | Elizabeth Wharton             | Philip Wharton, IV barone Wharton |  |  |       |  |  |                                     |  |  |                                     |  |
|                                                  |                                | Elizabeth Wharton             | Elizabeth Wandesford              |  |  |       |  |  |                                     |  |  |                                     |  |
| Peregrine Bertie, II duca di Ancaster e Kesteven |                                | Elizabeth Wharton             |                                   |  |  |       |  |  |                                     |  |  |                                     |  |
|                                                  |                                | Richard Wynn, IV baronetto    | Owen Wynn, III baronetto          |  |  |       |  |  |                                     |  |  |                                     |  |
|                                                  |                                | Richard Wynn, IV baronetto    | Owen Wynn, III baronetto          |  |  |       |  |  |                                     |  |  |                                     |  |
|                                                  |                                | Richard Wynn, IV baronetto    | Grace Williams                    |  |  |       |  |  |                                     |  |  |                                     |  |
| Mary Wynn                                        |                                | Richard Wynn, IV baronetto    |                                   |  |  |       |  |  |                                     |  |  |                                     |  |
|                                                  |                                | Sarah Myddelton               | Thomas Myddelton                  |  |  |       |  |  |                                     |  |  |                                     |  |
|                                                  |                                | Sarah Myddelton               | Thomas Myddelton                  |  |  |       |  |  |                                     |  |  |                                     |  |
|                                                  |                                | Sarah Myddelton               | Mary Napier                       |  |  |       |  |  |                                     |  |  |                                     |  |
| Brownlow Bertie, V duca di Ancaster e Kesteven   |                                | Sarah Myddelton               |                                   |  |  |       |  |  |                                     |  |  |                                     |  |
|                                                  | Richard Brownlow, II baronetto | William Brownlow, I baronetto |                                   |  |  |       |  |  |                                     |  |  |                                     |  |
|                                                  | Richard Brownlow, II baronetto | William Brownlow, I baronetto |                                   |  |  |       |  |  |                                     |  |  |                                     |  |
|                                                  | Richard Brownlow, II baronetto | Elizabeth Duncombe            |                                   |  |  |       |  |  |                                     |  |  |                                     |  |
| John Brownlow, III baronetto                     | Richard Brownlow, II baronetto |                               |                                   |  |  |       |  |  |                                     |  |  |                                     |  |
|                                                  |                                | Elizabeth Freke               | John Freke                        |  |  |       |  |  |                                     |  |  |                                     |  |
|                                                  |                                | Elizabeth Freke               | John Freke                        |  |  |       |  |  |                                     |  |  |                                     |  |
|                                                  |                                | Elizabeth Freke               | Jane Shurley                      |  |  |       |  |  |                                     |  |  |                                     |  |
| Jane Brownlow                                    |                                | Elizabeth Freke               |                                   |  |  |       |  |  |                                     |  |  |                                     |  |
|                                                  |                                | Richard Sherard               | John Sherard                      |  |  |       |  |  |                                     |  |  |                                     |  |
|                                                  |                                | Richard Sherard               | John Sherard                      |  |  |       |  |  |                                     |  |  |                                     |  |
|                                                  |                                | Richard Sherard               | Elizabeth Brownlow                |  |  |       |  |  |                                     |  |  |                                     |  |
| Alice Sherard                                    |                                | Richard Sherard               |                                   |  |  |       |  |  |                                     |  |  |                                     |  |
|                                                  |                                | Margaret Dewe                 | Lumley Dewe                       |  |  |       |  |  |                                     |  |  |                                     |  |
|                                                  |                                | Margaret Dewe                 | Lumley Dewe                       |  |  |       |  |  |                                     |  |  |                                     |  |
|                                                  |                                | Margaret Dewe                 | Mary Wigmore                      |  |  |       |  |  |                                     |  |  |                                     |  |
|                                                  |                                | Margaret Dewe                 |                                   |  |  |       |  |  |                                     |  |  |                                     |  |